# Heidi Støre
Heidi Støre, född den 4 juli 1963 i Sarpsborg, Norge, är en norsk fotbollsspelare. Vid fotbollsturneringen under OS 1996 i Atlanta deltog hon i det norska lag som tog brons.